# Saison 2017 de l'équipe cycliste féminine Orica-Scott
La Saison 2017 de l'équipe cycliste Orica-Scott est la sixième de la formation. L'effectif est relativement stable avec l'arrivée de la néo-professionnelle Georgia Baker. Au niveau des départs, la spécialiste des courses à étapes Tayler Wiles et Lizzie Williams quittent. Macey Stewart a mis une pause à sa carrière l'année précédente, tandis que Chloe McConville a pris sa retraite.
L'équipe débute très bien la saison avec les trois titres nationaux en Australie, dont sur route et du contre-la-montre pour Katrin Garfoot et des victoires sur le circuit australien pour Amanda Spratt et Annemiek van Vleuten. Cette dernière réalise une saison exceptionnelle. Elle est présente dans le top 10 de 10 des 23 manches de l'UCI World Tour, donc les victoires à La course by Le Tour de France et au Boels Rental Ladies Tour. Elle est ainsi deuxième de la compétition derrière Anna van der Breggen. Elle est également à la lutte avec cette dernière sur le Tour d'Italie, épreuve qu'elle conclut à la troisième place avec la victoire sur le classement par points et de la montagne. Elle gagne également le championnat du monde du contre-la-montre et termine la saison avec onze victoires au total et à la première place mondiale. Katrin Garfoot, en plus de ses deux titres nationaux, se montre très active durant les classiques. Elle est deuxième du championnat du monde sur route, troisième du contre-la-montre et troisième de l'Emakumeen Euskal Bira. Gracie Elvin se classe deuxième du Tour des Flandres. Sarah Roy réalise une belle progression en finissant troisième du Grand Prix de Plouay et en remportant une étape du Women's Tour. Amanda Spratt est régulière et gagne une étape de l'Emakumeen Euskal Bira. 

## Préparation de la saison

### Partenaires et matériel de l'équipe
Le partenaire principal de l'équipe est le groupe chimique australien Orica. Le fabricant de cycles Scott devient partenaire titre de l'équipe en remplacement de l'Australian Institute of Sport. Le fabricant de caravanes et camping-car Jayco apporte également son soutien.
Les cycles sont fournis par Scott. 

### Arrivées et départs
L'effectif est relativement stable avec l'arrivée de la néo-professionnelle Georgia Baker. La Néo-Zélandaise Georgia Williams signe également avec l'équipe courant février. Au niveau des départs, la spécialiste des courses à étapes Tayler Wiles rejoint UnitedHealthcare. Lizzie Williams quitte également l'équipe. Macey Stewart a mis une pause à sa carrière l'année précédente, tandis que Chloe McConville a pris sa retraite.
| Arrivées         | Équipe 2016         |
| ---------------- | ------------------- |
| Georgia Baker    | Néo-professionnelle |
| Georgia Williams | Bepink              |

| Départs          | Équipe 2017             |
| ---------------- | ----------------------- |
| Chloe McConville | Retraite                |
| Macey Stewart    | Pause                   |
| Tayler Wiles     | UnitedHealthcare        |
| Lizzie Williams  | Hagens Berman-Supermint |

## Effectif et encadrement

### Effectif

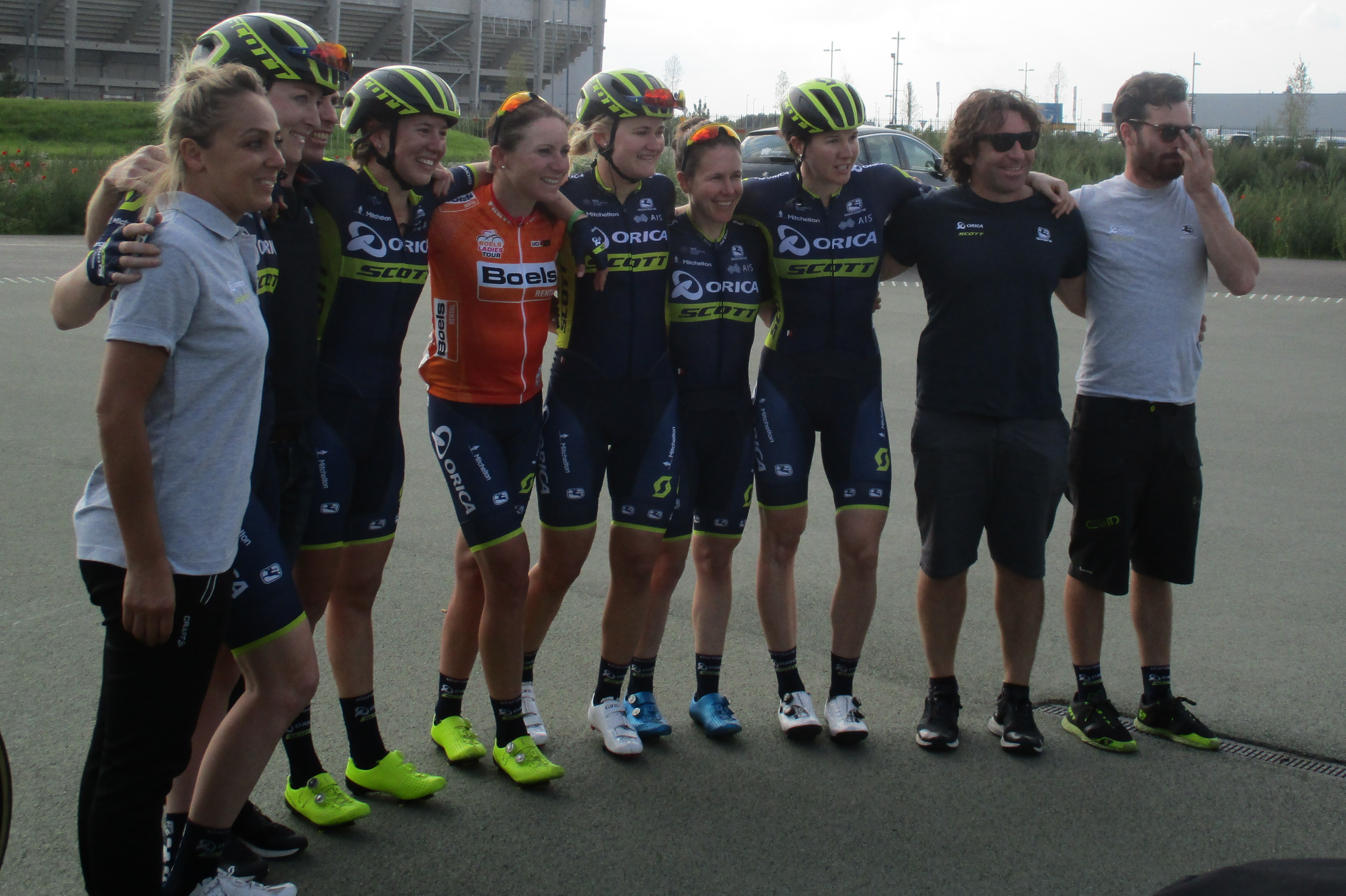
Équipe et encadrement au Boels Ladies Tour

| Effectif 2017                     | Effectif 2017     | Effectif 2017    | Effectif 2017                          |
| Cycliste                          | Date de naissance | Pays             | Équipe précédente                      |
| --------------------------------- | ----------------- | ---------------- | -------------------------------------- |
| Jessica Allen                     | 17 avril 1993     | Australie        | High5 Dream Team (2016)                |
| Georgia Baker                     | 21 septembre 1994 | Australie        |                                        |
| Jenelle Crooks                    | 2 juillet 1994    | Australie        |                                        |
| Gracie Elvin                      | 31 octobre 1988   | Australie        | Faren-Honda (2012)                     |
| Katrin Garfoot                    | 8 octobre 1981    | Australie        |                                        |
| Alexandra Manly                   | 28 février 1996   | Australie        |                                        |
| Rachel Neylan                     | 9 mars 1982       | Australie        | Hitec Products UCK (2013)              |
| Loren Rowney (1 janv.–30 janv.)   | 14 octobre 1988   | Australie        | Velocio-SRAM (2015)                    |
| Sarah Roy                         | 27 février 1986   | Australie        | Poitou-Charentes.Futuroscope.86 (2014) |
| Amanda Spratt                     | 17 septembre 1987 | Australie        |                                        |
| Annemiek van Vleuten              | 8 octobre 1982    | Pays-Bas         | Bigla (2015)                           |
| Georgia Williams (3 fév.–31 déc.) | 25 août 1993      | Nouvelle-Zélande | BePink (2016)                          |
|                                   |                   |                  |                                        |
| Source : Cycling Archives         |                   |                  |                                        |

Portraits
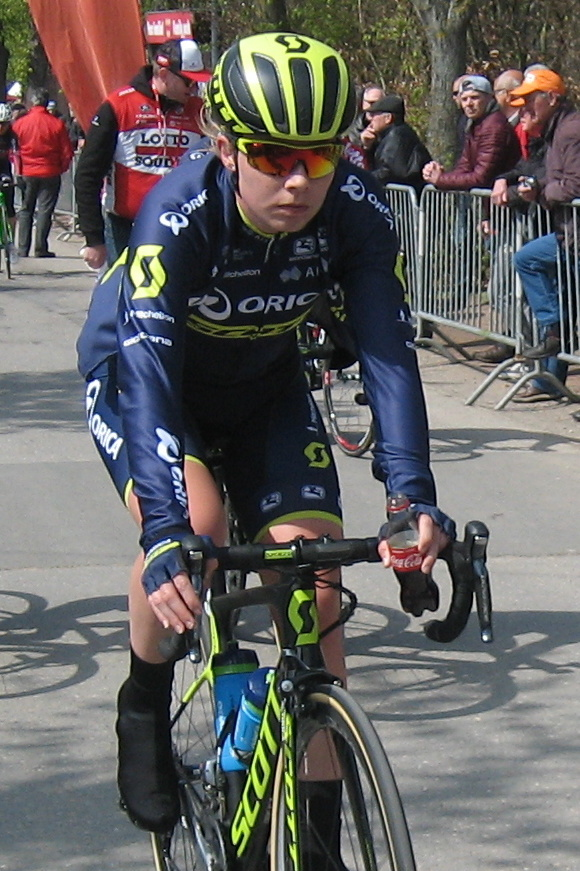
Jenelle Crooks
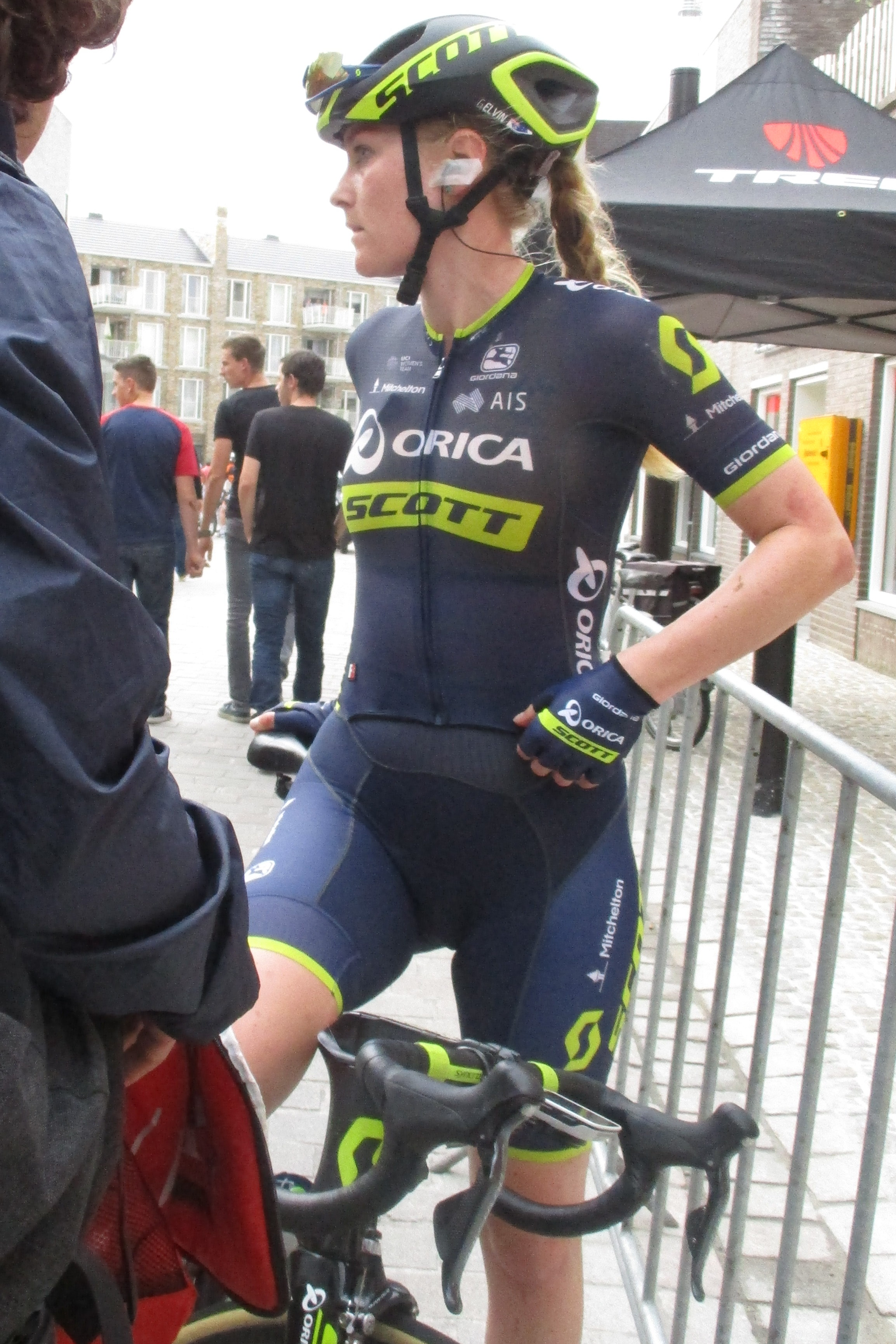
Gracie Elvin
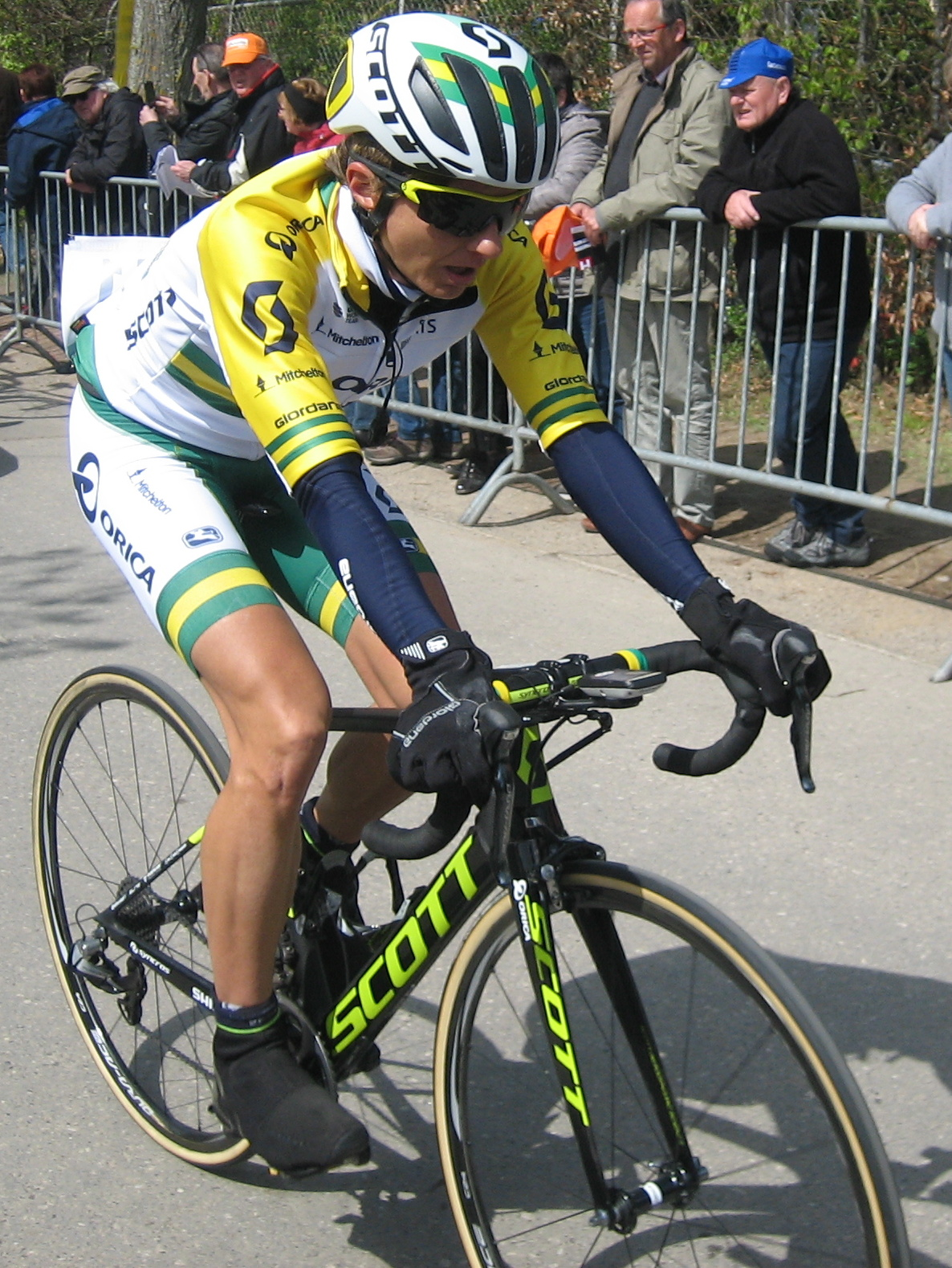
Katrin Garfoot
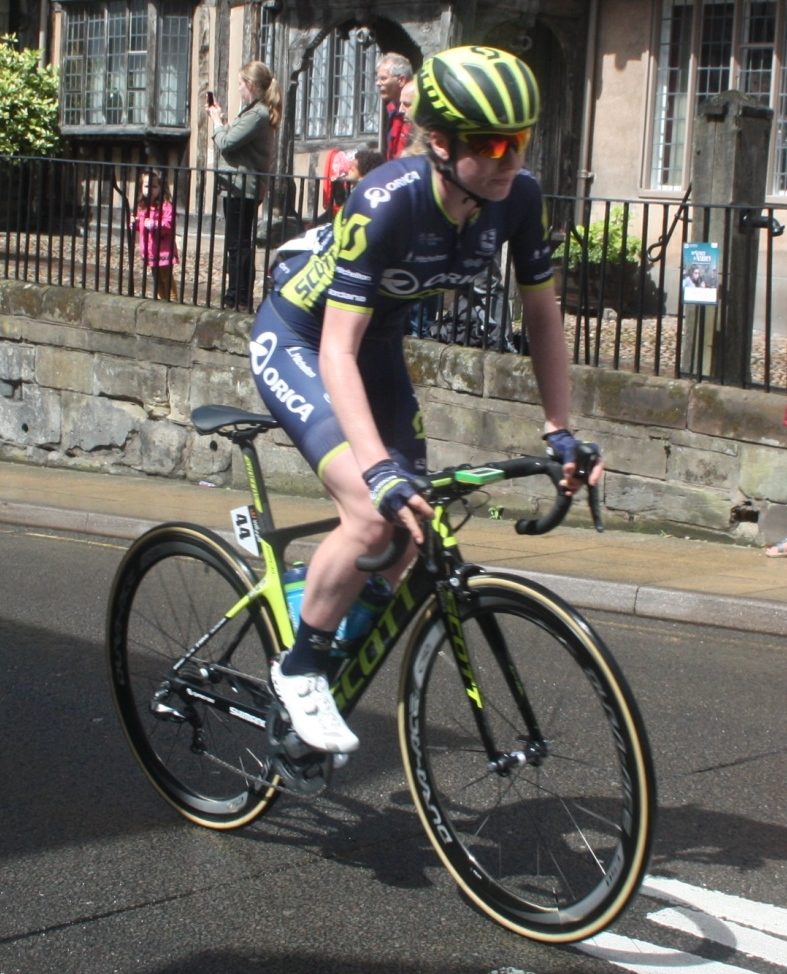
Alexandra Manly
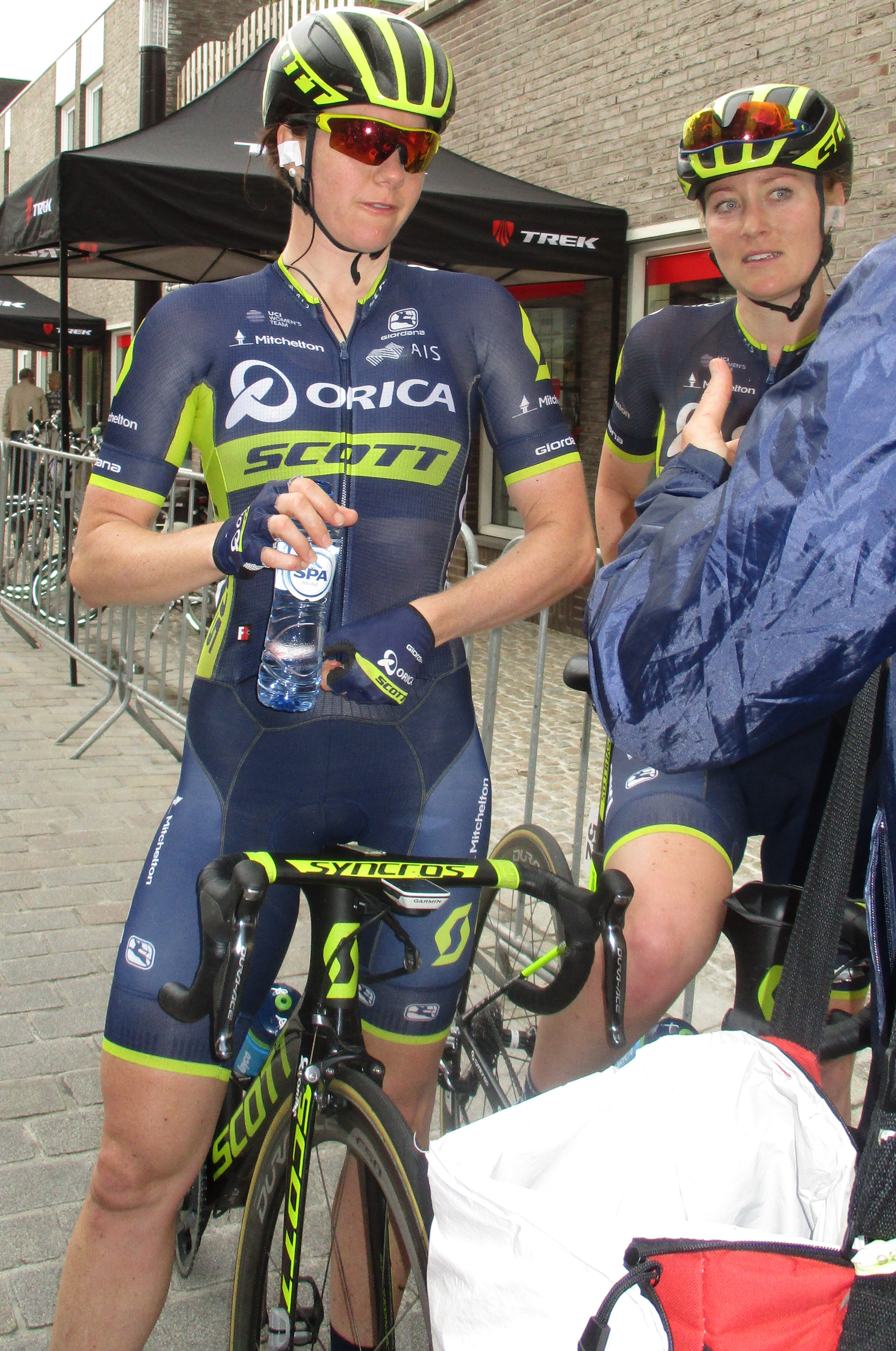
Sarah Roy
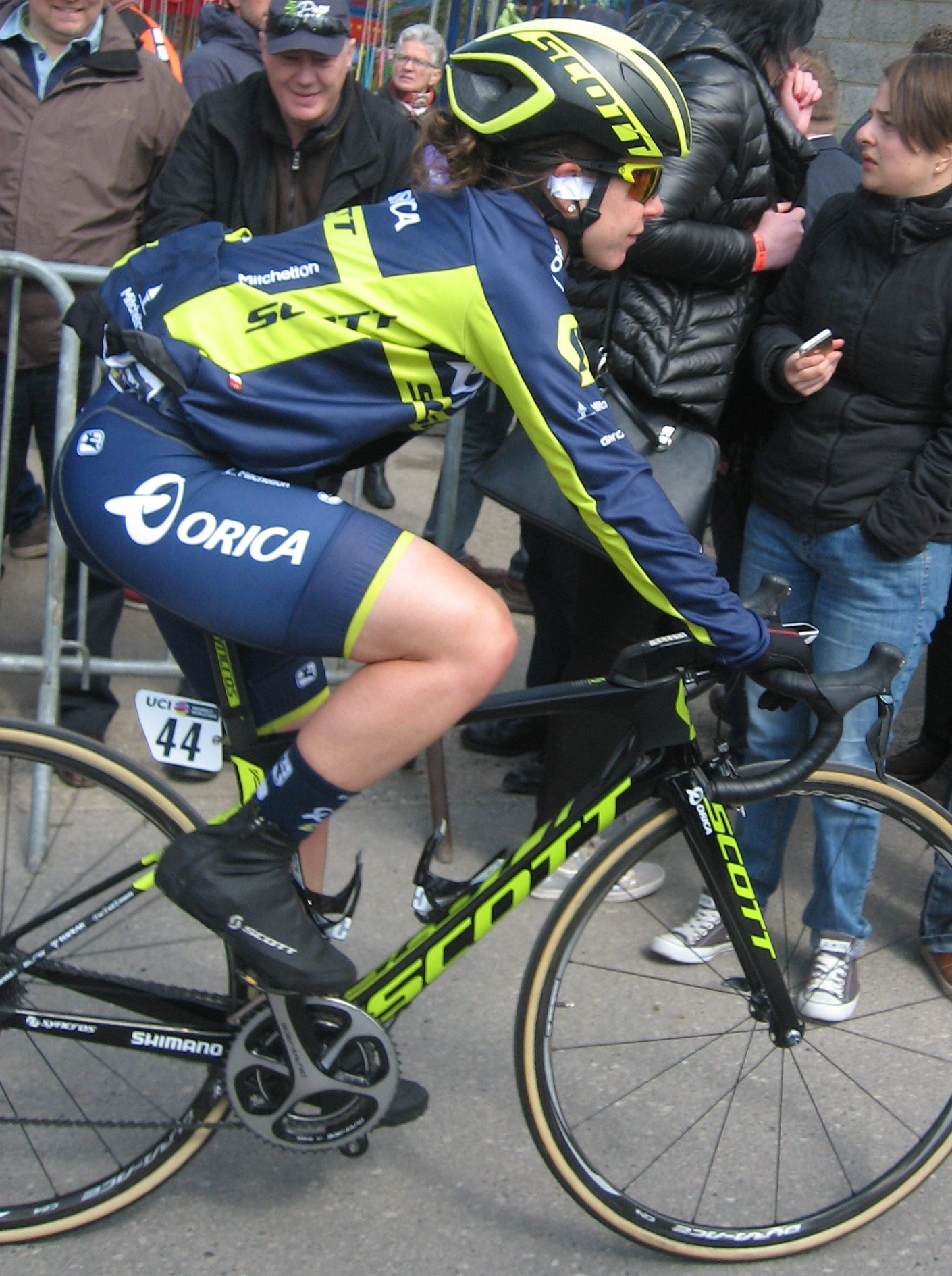
Amanda Spratt
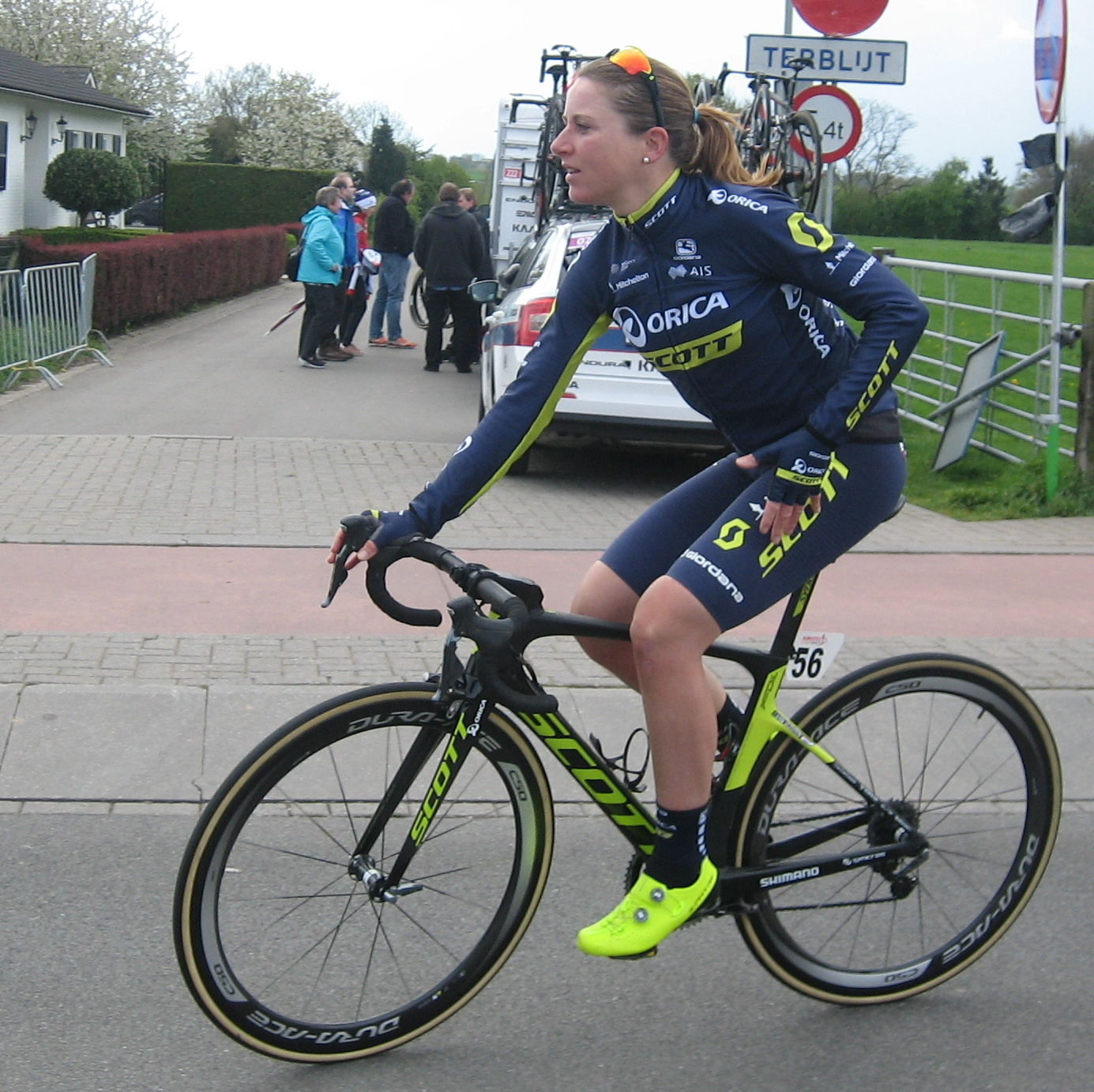
Annemiek van Vleuten
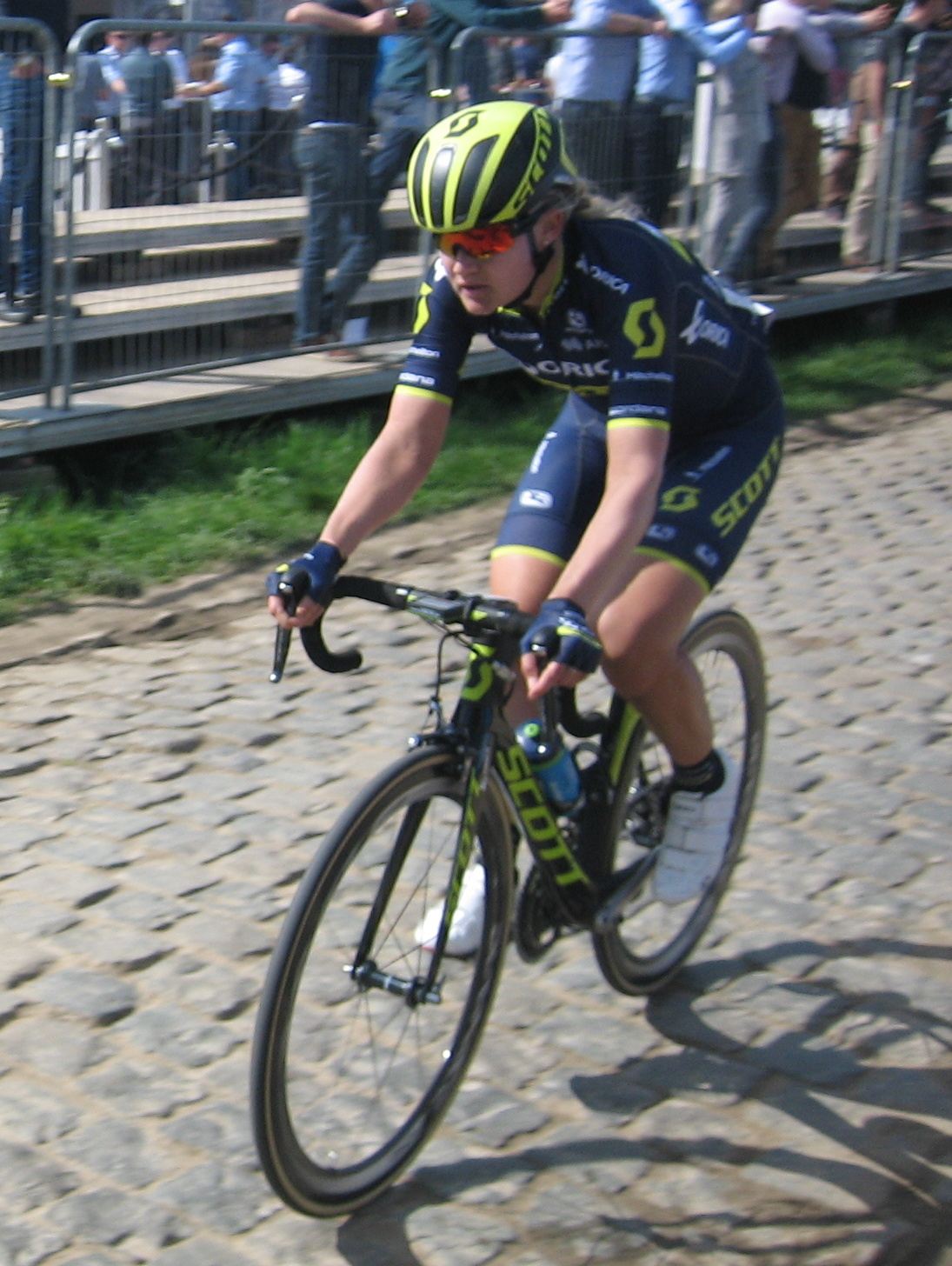
Georgia Williams

### Encadrement
L'encadrement est le même que l'année précédente. Kevin Tabotta est le représentant de l'équipe auprès de l'UCI. Gene Bates est le directeur sportif et est assisté par Martin Barras.

## Déroulement de la saison

### Janvier
Katrin Garfoot réitère sa performance de l'année précédente sur le contre-la-montre national australien et conserve donc son titre. Sur l'épreuve en ligne, elle s'échappe avec Lucy Kennedy et Amanda Spratt dans le final. Amanda Spratt place ensuite une accélération qui permet d'éliminer Lucy Kennedy. Les deux coéquipières se jouent la victoire au sprint et Katrin Garfoot l'emporte, réalisant ainsi le doublet. Jessica Allen remporte également le titre du critérium. Alexandra Manly est championne d'Australie sur route et du contre-la-montre espoirs.
Au Santos Women's Tour, Amanda Spratt attaque sur la première étape à dix kilomètres de l'arrivée. Elle est suivie par  Rushlee Buchanan et  Janneke Ensing dans un premier temps, mais parvient à les distancer dans le final. Elle s'impose avec une minute d'avance sur le peloton. Les trois étapes suivantes se concluant par un sprint, Amanda Spratt conserve son maillot de leader du classement général jusqu'au bout. Sur la Cadel Evans Great Ocean Road Race, l'équipe met un profit le vent pour provoquer une sélection en début de course. Dans le final Emma Pooley attaque. Elle est poursuivie par Annemiek van Vleuten, Janneke Ensing et Lucy Kennedy, puis Ruth Winder et  Mayuko Hagiwara. Emma Pooley est rejointe à trois kilomètres de l'arrivée. Winder lance le sprint mais est remontée par Annemiek van Vleuten.

### Février-mars
Au  Circuit Het Nieuwsblad, Ellen van Dijk et Elisa Longo Borghini s'échappent après le Paterberg. Un premier groupe de poursuite est constitué d'Elena Cecchini, Lotte Kopecky, Christine Majerus et Gracie Elvin, mais le peloton le reprend. Le Molenberg permet à un nouveau groupe de poursuite de prendre le large. Il comprend Lotte Kopecky, Lucinda Brand, Chantal Blaak, Annemiek van Vleuten et Amanda Spratt. La jonction avec la tête s'opère à seize kilomètres de l'arrivée. Le groupe se scinde immédiatement. Annemiek van Vleuten, Amanda Spratt et Lotte Kopecky sont distancées. Les deux premières finissent par rentrer. À sept kilomètres de l'arrivée, Lucinda Brand pourtant bonne sprinteuse, profitant du surnombre de l'équipe Sunweb, attaque. Elle n'est plus revue. Derrière, Annemiek van Vleuten se classe troisième et Amanda Spratt sixième.
Aux Strade Bianche, une sélection s'opère dans l'avant dernier secteur et seules cinq coureuses sont en tête : Elisa Longo Borghini, Elizabeth Deignan, Katarzyna Niewiadoma rejointes immédiatement par Annemiek van Vleuten et Katrin Garfoot. Cette dernière perd le contact dans le dernier secteur gravier avant de revenir sur la tête. Dans la montée finale, Elisa Longo Borghini accélère dans la partie la plus difficile, reprenant au passage Lucinda Brand et Shara Gillow qui comptaient quelques secondes d'avance, puis s'impose. Annemiek van Vleuten est cinquième, Katrin Garfoot septième et Amanda Spratt, revenue dans le final, huitième.

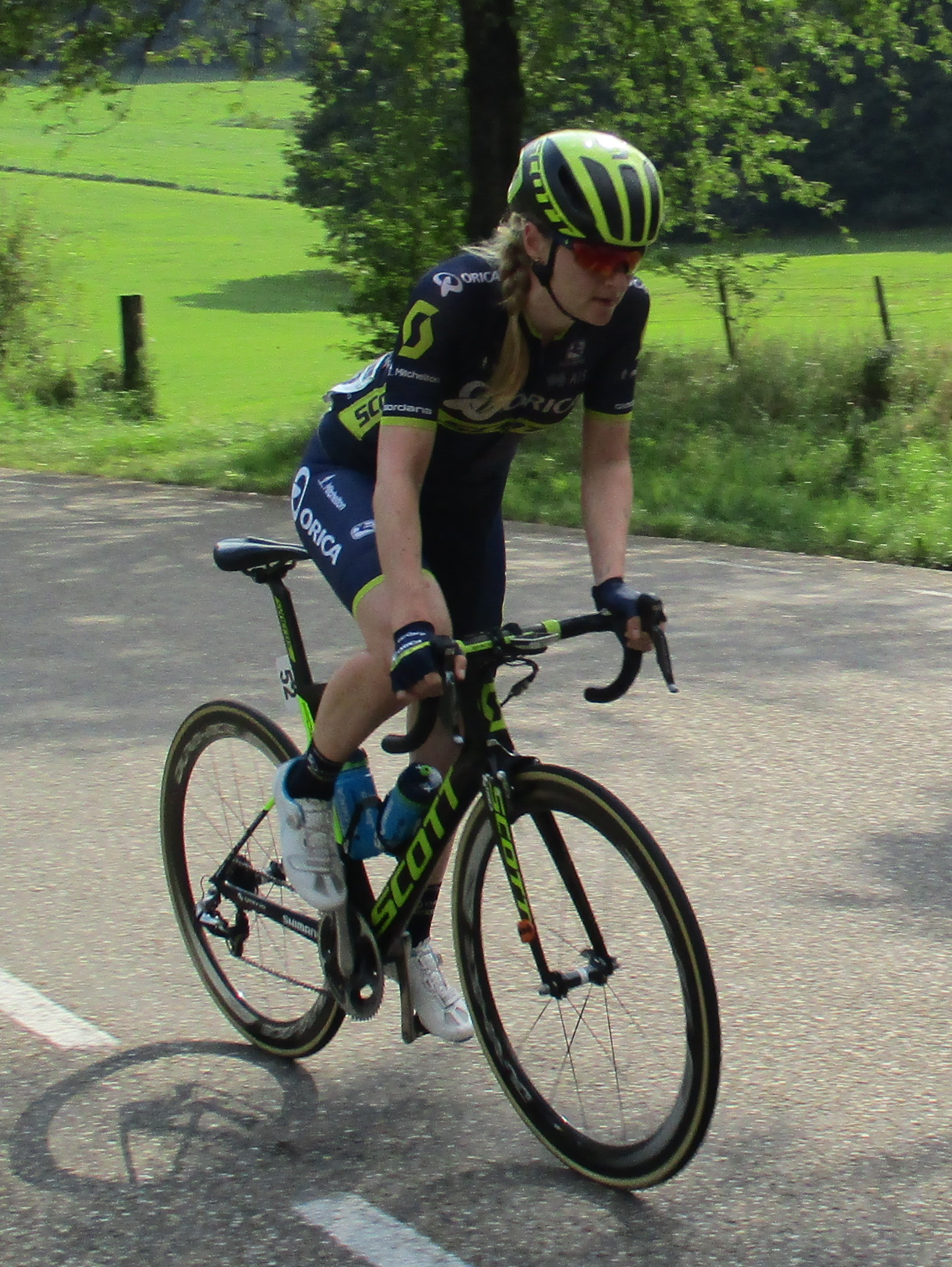
Gracie Elvin, ici au Boels Ladies Tour

Au Tour de Drenthe, l'équipe n'accroche pas l'échappée décisive. Annemiek van Vleuten sort néanmoins du peloton dans le final pour obtenir la cinquième place. Le lendemain, Gracie Elvin est huitième du Drentse 8. Au Trofeo Alfredo Binda-Comune di Cittiglio, au dernier passage sur la ligne [Katrin Garfoot et Shara Gillow, Alena Amialiusik et Marianne Vos s'échappent. La formation Boels Dolmans prend en charge la chasse et reprend les fuyardes. Dans l'ascension suivante, Annemiek van Vleuten passe à l'attaque. Elle est suivie par Elisa Longo Borghini,  Katarzyna Niewiadoma, Hanna Nilsson, Arlenis Sierra, Alena Amialiusik, Coryn Rivera et Katrin Garfoot. Celle-ci attaque de nouveau et arrive au pied de la dernière montée de la journée seule. Elisa Longo Borghini et Kataryna Niewiadoma sont quelques mètres derrière lorsque la route s'élève. Le peloton revient néanmoins sur les échappées. Annemiek van Vleuten, puis Katarzyna Niewiadoma et enfin Shara Gillow tentent une dernière attaque sur le plat, mais sans succès. La course se conclut par un sprint où Annemiek van Vleuten se classe sixième,.
Gracie Elvin confirme sa bonne forme en faisant partie du groupe de seize coureuses qui se dispute la victoire d'À travers les Flandres au sprint. Elle se classe deuxième seulement battue par Lotta Lepistö,. À Gand-Wevelgem, Katrin Garfoot fait partie du groupe qui se détache à une vingtaine de kilomètres de l'arrivée. Mais il se fait reprendre. Gracie Elvin se classe onzième.

### Avril

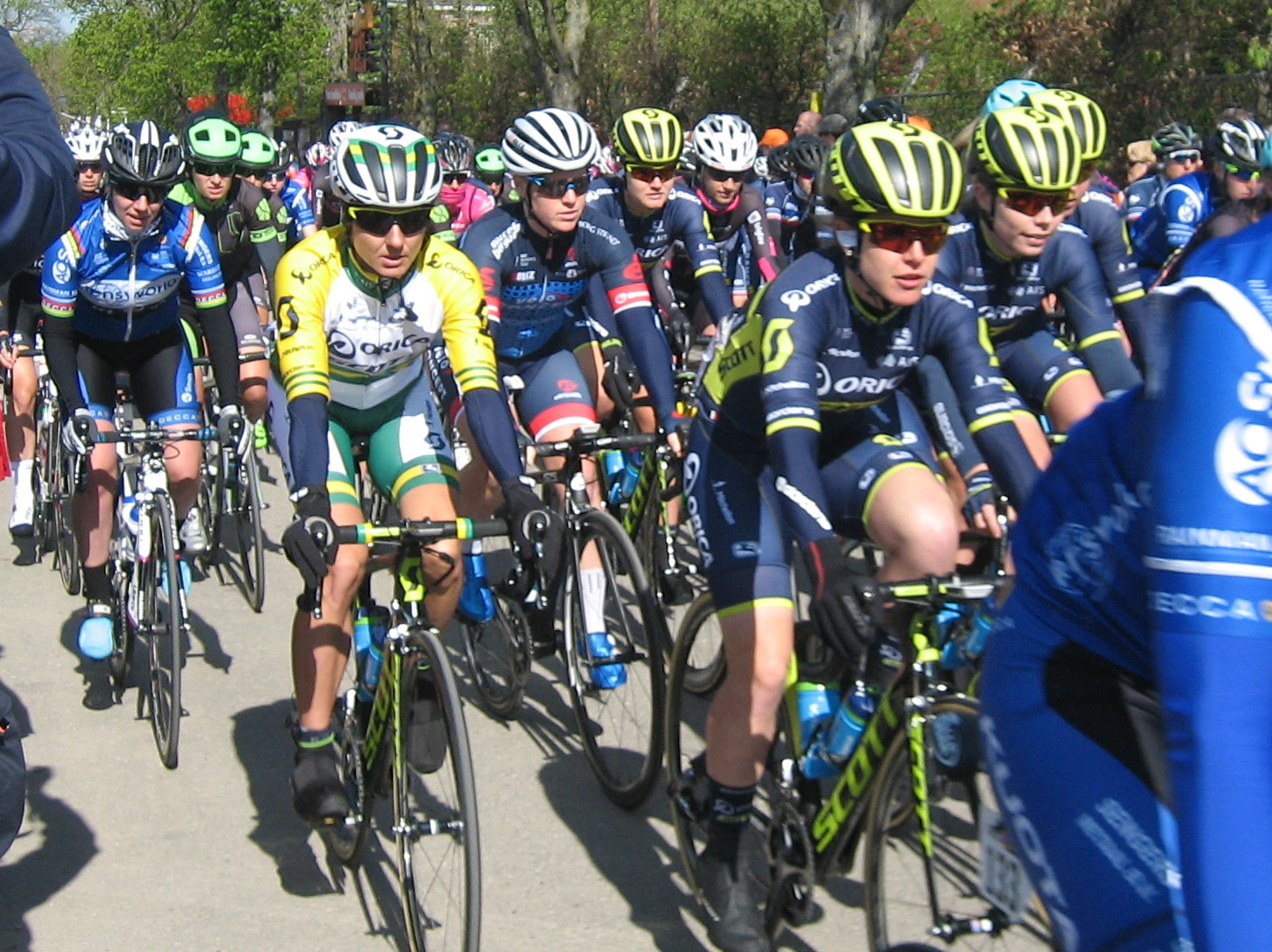
Équipe au départ de la Flèche wallonne

Au Tour des Flandres, dans le Kruisberg, Amy Pieters imprime un rythme élevé, Anna van der Breggen place ensuite une attaque suivie par Katarzyna Niewiadoma, Elisa Longo Borghini et Annemiek van Vleuten. Elles maintiennent un faible écart face au peloton. Dans le vieux Quaremont, elles sont presque reprise alors qu'Ellen van Dijk mène la poursuite, mais elles parviennent à conserver quelques mètres. Annemiek van Vleuten perd le contact avec les trois autres coureuses mais revient dans la descente vers le Paterberg, où elle décroche de nouveau avant de revenir. Derrière les équipes Sunweb et Canyon-SRAM chassent. Anna van der Breggen reçoit la consigne de ne plus contribuer à l'échappée car son équipe est bien représentée à l'arrière. Les quatre échappées sont finalement reprises sous la flamme rouge. Un sprint décide de la victoire. Coryn Rivera y devance Gracie Elvin, Chantal Blaak et Annemiek van Vleuten,.
À l'Amstel Gold Race, dans la troisième montée du Cauberg, Elizabeth Deignan accélère, cette fois accompagnée d'Elisa Longo Borghini et Katarzyna Niewiadoma. Derrière Ellen van Dijk limite l'écart avec le peloton. Dans la dernière ascension du Bemelerberg, Annemiek van Vleuten attaque suivie par Anna van der Breggen et Coryn Rivera. Elles reviennent immédiatement sur la tête de course. Quelques centaines de mètres plus loin, Anna van der Breggen part seule et n'est plus rejointe. Au sprint, Annemiek van Vleuten et Katarzyna Niewiadoma se classent troisième ex-aequo, la photo finish ne parvenant pas à les départager,,. Elle est ensuite quatrième de la Flèche wallonne. Elle n'a pas suivie les trois échappées dans la côte de Cherave,. À Liège-Bastogne-Liège, elle ne suit pas non plus l'attaque de Katarzyna Niewiadoma et sprint pour la quatrième place à Ans. Elle se classe cinquième. Sa régularité est récompensée par la première place du classement World Tour,.

### Mai
Au Tour de l'île de Chongming, Sarah Roy est troisième de la première étape au sprint, puis quatrième de la troisième étape. Elle finit quatrième du classement général final. 
Sur la Durango-Durango Emakumeen Saria, une quinzaine de coureuses se présentent au pied de la dernière ascension de l'Alto de Goiuria. La formation Orica-Scott y mène un rythme très soutenu avant qu'Annemiek van Vleuten ne place une attaque décisive. Elle s'impose seule. Sur l'Emakumeen Euskal Bira qui suit, Gracie Elvin prend la troisième place du sprint de la première étape. Le lendemain, dans les tout derniers kilomètres, Amanda Spratt part avec Ane Santesteban. Le sprint est montant et l'Australienne prend le dessus sur la Basque. Elle s'empare au passage du maillot blanc de leader du classement général. Sur la troisième étape, Ashleigh Moolman accélère l'Alto de Deskarga et compte trente secondes d'avance au sommet sur un groupe de poursuivantes emmené par Annemiek van Vleuten. Cette chasse porte ses fruits et la Sud-Africaine est rejointe. Dans la Cota de Udana, Katrin Garfoot attaque et s'impose seule et prend la tête du classement général. La quatrième étape mène au Sanctuaire de San Migel d'Aralar. La formation Orica-AIS imprime un rythme élevé dans la montée. Dans le dernier kilomètre, elles ne sont plus que huit en tête. Nikola Nosková et Ashleigh Moolman attaquent et sont suivies par Annemiek van Vleuten. Cette dernière est la plus rapide au sprint et s'impose. Au soir de cette pénultimiène étape, la formation Orica-Scott occupe l'intégralité du podium avec Ashleigh Moolman quatrième à trente-quatre secondes. Sur l'ultime étape, l'équipe Cervélo-Bigla mène un train rapide dans l'Alto de Jaizkibel. Peu après, Ashleigh Moolman attaque. Annemiek van Vleuten part à sa poursuite avec Eider Merino. Katrin Garfoot en fait de même plus loin. Ashleigh Moolman atteint le sommet avec trente-deux secondes d'avance. Elle résiste au retour d'Annemiek van Vleuten dans la descente, qui termine seulement treize secondes derrière la Sud-Africaine, mais ne parvient pas à sauver la première place au classement général pour l'équipe Orica-Scott. Orica-Scott est la meilleure équipe, Annemiek van Vleuten étant deuxième, Kartin Garfoot troisième et Amanda Spratt cinquième du classement général final.
Au même moment, Sarah Roy s'impose au sprint au Grand Prix Cham-Hagendorn.

### Juin
Au Women's Tour, sur la quatrième étape, Shara Gillow attaque. Elle est accompagnée de Leah Kirchmann et Sarah Roy. Leah Kirchmann gagne le sprint intermédiaire quand le groupe a environ deux minutes d'avance. Christine Majerus rejoint ensuite la tête de la course au kilomètre soixante-treize. À dix kilomètres de la ligne, Shara Gillow ne peut plus suivre le rythme imprimé. Christine Majerus et Sarah Roy lâchent ensuite Leah Kirchmann. Au sprint, Sarah Roy bat Christine Majerus. Cette dernière effectue cependant une belle opération au classement général en remontant à la deuxième place,.
Annemiek van Vleuten conserve son titre de championne des Pays-Bas du contre-la-montre devant Ellen van Dijk et Anna van der Breggen. 

### Juillet

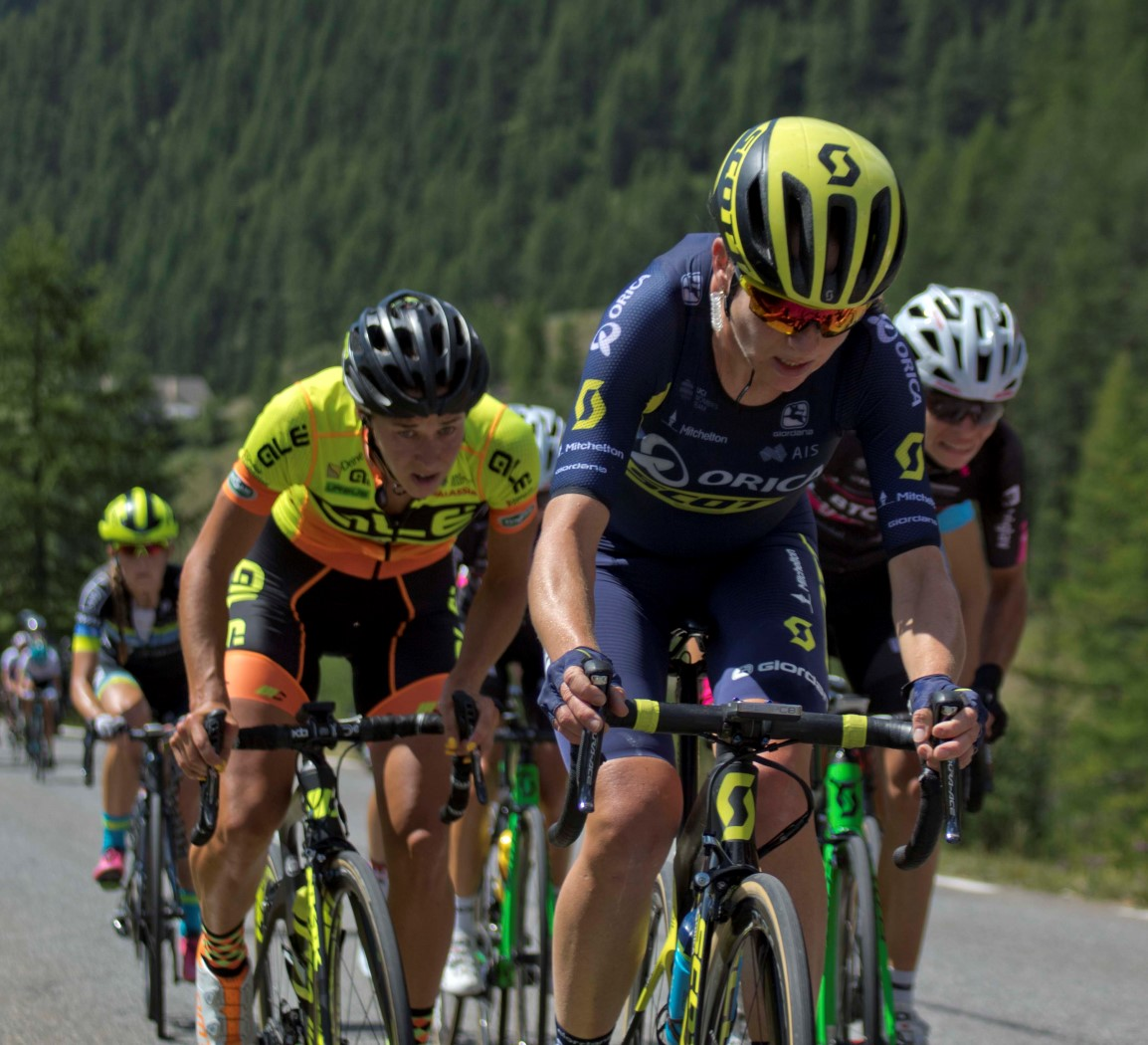
Annemiek van Vleuten sur les pentes du col de l'Izoard

Au Tour d'Italie, la formation Orica-Scott se classe troisième du contre-la-montre par équipes inaugural. Le lendemain, la difficile ascension de la Forcella avec un sommet à une vingtaine de kilomètres de l'arrivée permet aux favorites de s'exprimer. Après une sélection dans le peloton dans les premières pentes, Anna van der Breggen, Annemiek van Vleuten et Elisa Longo Borghini accélèrent à mi-montée. Elles passent au sommet en tête et ne sont plus reprises. Au sprint, Annemiek van Vleuten se montre la plus rapide. Le peloton arrive deux minutes plus tard,,. La quatrième étape est plate et calme. Toutefois, au kilomètre soixante-dix-sept, sous l'impulsion des formations Boels-Dolmans, Wiggle-High5 et Sunweb, une bordure se forme. Parmi les absentes on compte : Annemiek van Vleuten qui a l'arrivée se retrouve à deux minutes d'Anna van der Breggen au classement général,,. Le lendemain, elle s'impose largement sur le contre-la-montre et comble une partie de son retard,,. Elle est encore quatrième de la huitième étape. Sur l'ultime étape, les favorites s'isolent en tête dans la montée du Vésuve. Megan Guarnier se montre la plus rapide devant Amanda Spratt. Annemiek van Vleuten est quatrième de l'étape et troisième du classement général. Elle remporte également le classement par points et celui de la montagne,,. Amanda Spratt est cinquième du classement général.
La semaine suivante, La course by Le Tour de France arrive au col d'Izoard. Dans ses pentes, Elizabeth Deignan imprime un rythme soutenu qui réduit le peloton à une vingtaine puis à une dizaine d'unités. À cinq kilomètres de l'arrivée, Annemiek van Vleuten place une attaque. Elle est suivie par Elizabeth Deignan, Elisa Longo Borghini et Shara Gillow. Elle accélère une nouvelle fois cinq cents mètres plus loin et creuse cette fois un écart. Elle s'impose finalement avec quarante-trois secondes d'avance sur Elizabeth Deignan. Sur la deuxième étape dans les rues de Marseille, Annemiek van Vleuten n'a aucun mal à conserver son avance initial et gagne donc le général de l'épreuve. À RideLondon-Classique, Gracie Elvin ne parvient pas à se placer parfaitement dans le sprint et doit se contenter de la douzième place.

### Août
Au Tour de Norvège, Katrin Garfoot est troisième du prologue. Le lendemain, Gracie Elvin est deuxième du sprint massif derrière Jolien D'Hoore. Sur la deuxième étape, l'équipe adopte une tactique offensive mais sans succès. Sur la dernière étape, Gracie Elvin est sixième. Au classement général, Katrin Garfoot prend la quatrième place.
Au Grand Prix de Plouay, l'équipe mise sur un sprint. Sarah Roy gagne le sprint du peloton et est donc troisième derrière Elizabeth Deignan et Pauline Ferrand-Prévot.
Sur le Boels Ladies Tour, Annemiek van Vleuten, favorite et locale de l'étape, s'impose le prologue. Elle récidive sur le contre-la-montre de la troisième étape. La fin de l'épreuve est vallonnée avec un parcours rappelant l'Amstel Gold Race. Dans la côte de Vaalsbroek, Anna van Breggen place une offensive. Annemiek van Vleuten est attentive et réagit immédiatement. Hannah Barnes revient ensuite sur les deux leaders, mais les trois sont rapidement reprises. Le scénario se répète dans le Groenenweg. Anna van der Breggen part avec Annemiek van Vleuten. Elles ne sont plus rejointes. Au sprint, Anna van der Breggen se montre la plus rapide. Le lendemain, Anna van der Breggen tente de nouveau de déstabiliser Annemiek van Vleuten, mais échoue de nouveau. Annemiek van Vleuten remporte donc le Boels Ladies Tour.

### Septembre

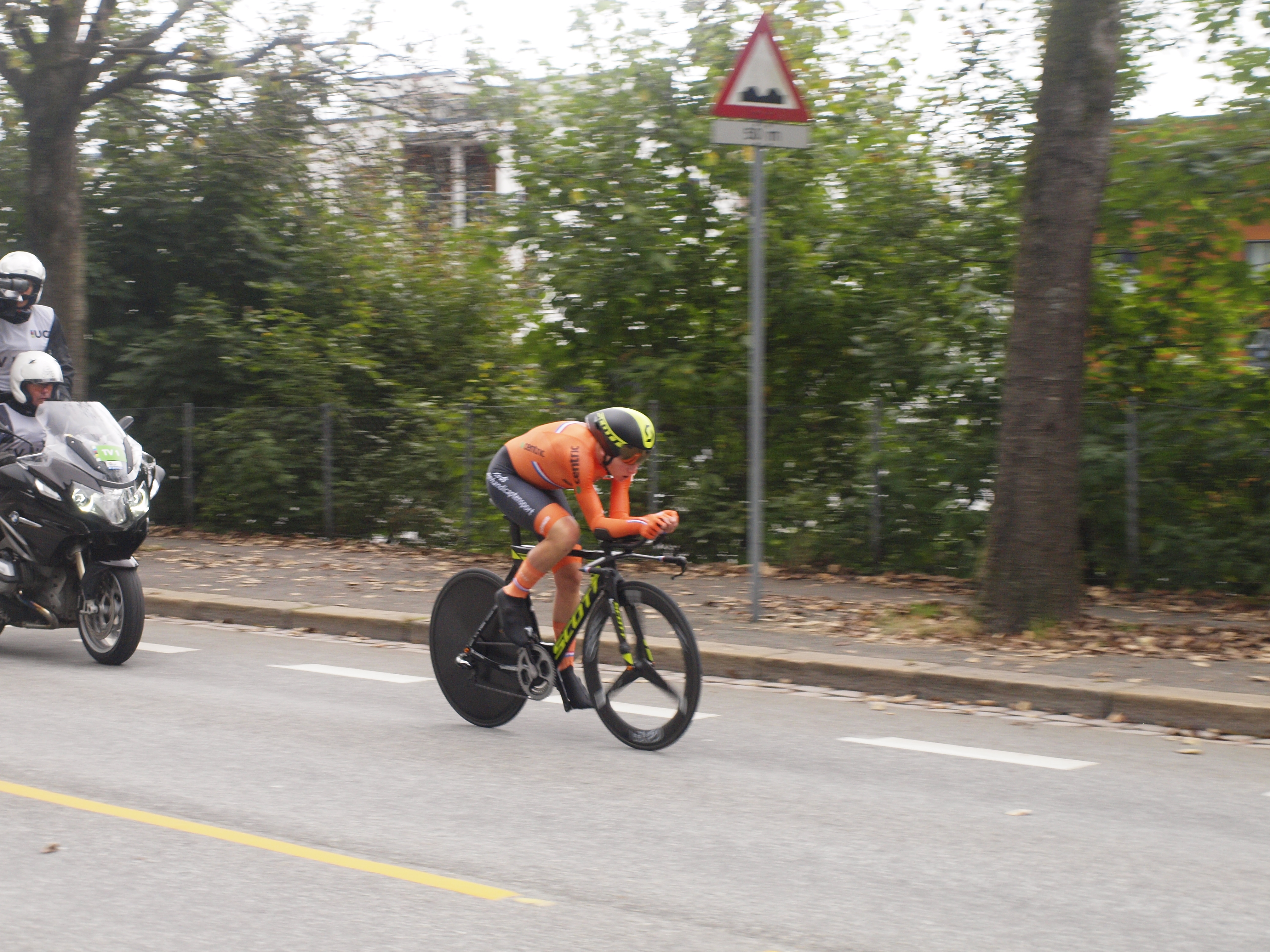
Annemiek van Vleuten aux championnats du monde du contre-la-montre

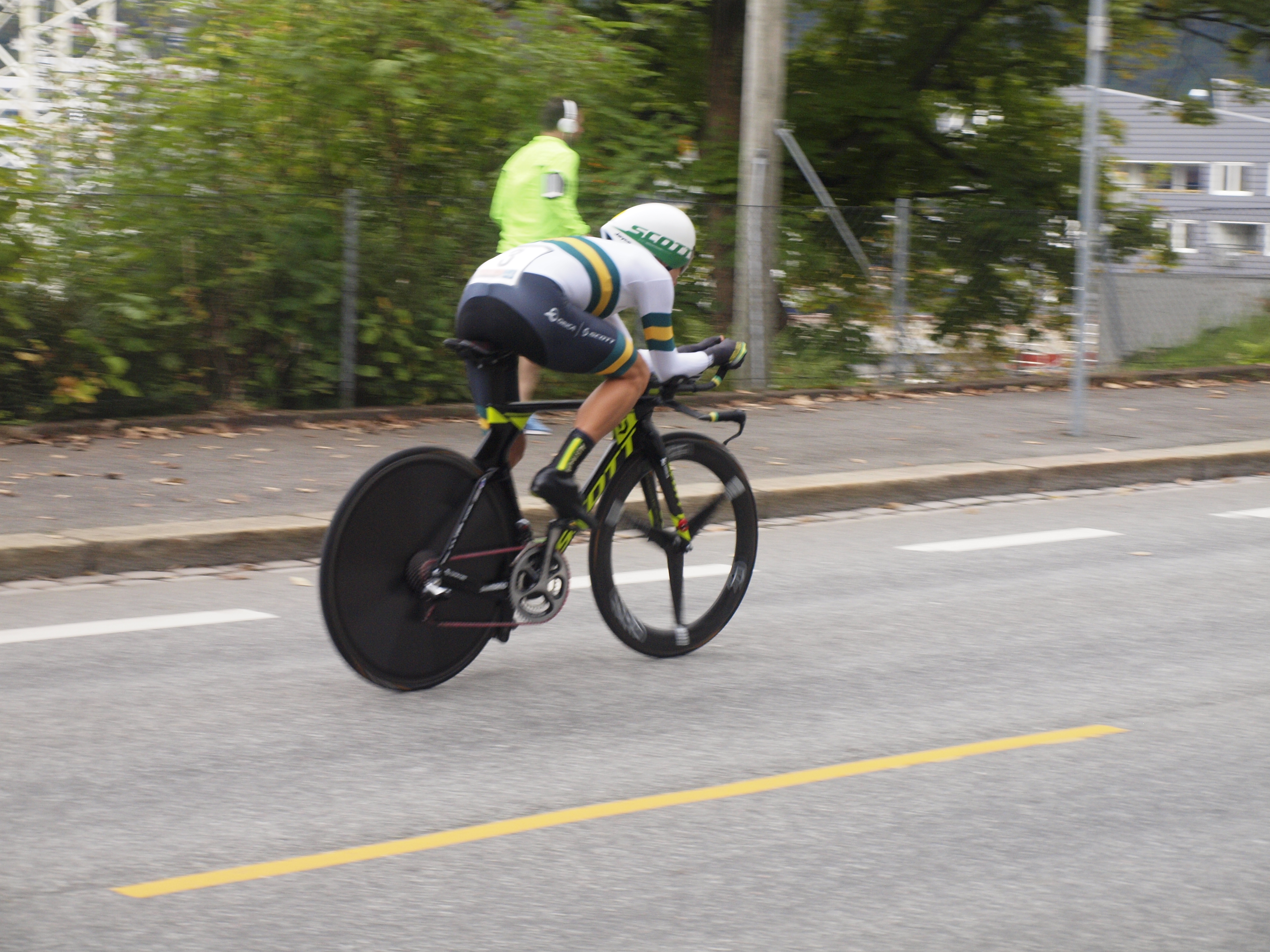
Katrin Garfoot aux championnats du monde du contre-la-montre

Aux championnats du monde du contre-la-montre, Annemiek van Vleuten s'impose pour la première fois. Elle compte douze secondes d'avance sur Anna van der Breggen. Katrin Garfoot est troisième pour la deuxième année consécutive. Sur la course en ligne, Rachel Neylan fait partie du premier groupe dangereux qui part à soixante-et-un kilomètres de la ligne. À cinquante kilomètres de l'arrivée, Lucinda Brand accélère avec Gracie Elvin et revient sur la tête de course. Un regroupement général a lieu directement après. À trente-cinq kilomètres de la fin, Amanda Spratt part avec trois autres coureuses. Dans la montée de Salmon Hill, Annemiek van Vleuten hausse le rythme à l'arrière avec les favorites dont Katrin Garfoot. Ce groupe de tête ne coopère pas, un nouveau regroupement a lieu. À vingt-trois kilomètres de l'arrivée, Chantal Blaak contre avec Audrey Cordon-Ragot et Hannah Barnes. Sarah Roy part à leur poursuite derrière, mais reste intercalée. Dans la dernière montée de Salmon Hill, Annemiek van Vleuten est de nouveau à l'offensive avec Katrin Garfoot et revient sur l'avant. À huit kilomètres de l'arrivée, Chantal Blaak saisit sa chance et attaque. Derrière le groupe ralentit, ce qui permet un retour du peloton dans les derniers hectomètres. Katrin Garfoot a néanmoins lancé son sprint de loin et parvient à couper la ligne en tête. Annemiek van Vleuten est quatrième,,.

### Octobre
Annemiek van Vleuten gagne encore le titre de  championne des Pays-Bas de cross-country marathon. Elle annonce ensuite vouloir s'essayer à la poursuite individuelle et réaliser ses débuts lors des championnats d'Europe. Elle y prend la quatrième place.

## Bilan de la saison
La saison de l'équipe a été marquée par l'incroyable réussite de sa leader Annemiek van Vleuten. Celle-ci termine à la première place du classement UCI et compte dix victoires. Elle devient championne du monde du contre-la-montre, gagne sur l'Izoard La course by Le Tour de France ainsi que deux étapes du Tour d'Italie.  Amanda Spratt ,  Katrin Garfoot et Gracie Elvin ont également fait de belles saisons. Le site vélo101 la classe quatrième équipe professionnelle féminine pour la saison 2017.

## Victoires

### Sur route
| Victoires | Victoires                                    | Victoires   | Victoires | Victoires            | Victoires |
| Date      | Course                                       | Pays        | Classe    | Vainqueur            |           |
| --------- | -------------------------------------------- | ----------- | --------- | -------------------- | --------- |
| 4 janv.   | Championnat d'Australie du critérium         | Australie   | CN        | Jessica Allen        |           |
| 5 janv.   | Championnat d'Australie du contre-la-montre  | Australie   | CN        | Katrin Garfoot       |           |
| 8 janv.   | Championnat d'Australie sur route            | Australie   | CN        | Katrin Garfoot       |           |
| 14 janv.  | 1re étape, Women's Tour Down Under           | Australie   | 2.2       | Amanda Spratt        |           |
| 17 janv.  | Classement général, Women's Tour Down Under  | Australie   | 2.2       | Amanda Spratt        |           |
| 28 janv.  | Cadel Evans Great Ocean Road Race Women      | Australie   | 1.2       | Annemiek van Vleuten |           |
| 16 mai    | Durango-Durango Emakumeen Saria              | Espagne     | 1.2       | Annemiek van Vleuten |           |
| 18 mai    | 2e étape, Iurreta-Emakumeen Bira             | Espagne     | 2.1       | Amanda Spratt        |           |
| 19 mai    | 3e étape, Iurreta-Emakumeen Bira             | Espagne     | 2.1       | Katrin Garfoot       |           |
| 20 mai    | 4e étape, Iurreta-Emakumeen Bira             | Espagne     | 2.1       | Annemiek van Vleuten |           |
| 21 mai    | Grand Prix Cham-Hagendorn                    | Suisse      | 1.2       | Sarah Roy            |           |
| 10 juin   | 4e étape du Tour de Grande-Bretagne féminin  | Royaume-Uni | 2.WWT     | Sarah Roy            |           |
| 21 juin   | Championnat des Pays-Bas du contre-la-montre | Pays-Bas    | CN        | Annemiek van Vleuten |           |
| 1 juill.  | 2e étape du Tour d'Italie                    | Italie      | 2.WWT     | Annemiek van Vleuten |           |
| 4 juill.  | 5e étape du Tour d'Italie                    | Italie      | 2.WWT     | Annemiek van Vleuten |           |
| 22 juill. | La Course by Le Tour de France               | France      | 1.WWT     | Annemiek van Vleuten |           |
| 29 août   | Prologue, Simac Ladies Tour                  | Pays-Bas    | 2.WWT     | Annemiek van Vleuten |           |
| 31 août   | 3e étape, Simac Ladies Tour                  | Pays-Bas    | 2.WWT     | Annemiek van Vleuten |           |
| 3 sept.   | Classement général, Simac Ladies Tour        | Pays-Bas    | 2.WWT     | Annemiek van Vleuten |           |
| 19 sept.  | Championnat du monde du contre-la-montre     | Norvège     | CM        | Annemiek van Vleuten |           |

## Résultats sur les courses majeures

### World Tour
| Date                | #  | Course                                   | Pays            | Meilleure classée    | Classement |
| ------------------- | -- | ---------------------------------------- | --------------- | -------------------- | ---------- |
| 4 mars              | 1  | Strade Bianche                           | Italie          | Annemiek van Vleuten | 5e         |
| 11 mars             | 2  | Tour de Drenthe                          | Pays-Bas        | Annemiek van Vleuten | 5e         |
| 19 mars             | 3  | Trofeo Alfredo Binda-Comune di Cittiglio | Italie          | Annemiek van Vleuten | 6e         |
| 26 mars             | 4  | Gand-Wevelgem                            | Belgique        | Gracie Elvin         | 11e        |
| 2 avril             | 5  | Tour des Flandres                        | Belgique        | Gracie Elvin         | 2e         |
| 16 avril            | 6  | Amstel Gold Race                         | Pays-Bas        | Annemiek van Vleuten | 3e         |
| 19 avril            | 7  | Flèche wallonne                          | Belgique        | Annemiek van Vleuten | 4e         |
| 23 avril            | 8  | Liège-Bastogne-Liège                     | Belgique        | Annemiek van Vleuten | 5e         |
| 5-7 mai             | 9  | Tour de l'île de Chongming               | Chine           | Sarah Roy            | 4e         |
| 11-14 mai           | 10 | Tour de Californie                       | États-Unis      | -                    | -          |
| 4 juin              | 11 | Philadelphia Cycling Classic             | États-Unis      | Course annulée       |            |
| 7-11 juin           | 12 | The Women's Tour                         | Grande-Bretagne | Alexandra Manly      | 26e        |
| 30 juin-9 juillet   | 13 | Tour d'Italie                            | Italie          | Annemiek van Vleuten | 3e         |
| 20 juillet          | 14 | La course by Le Tour de France           | France          | Annemiek van Vleuten | Vainqueur  |
| 29 juillet          | 15 | RideLondon-Classique                     | Grande-Bretagne | Gracie Elvin         | 12e        |
| 11 août             | 16 | Open de Suède Vårgårda TTT               | Suède           | -                    | -          |
| 13 août             | 17 | Open de Suède Vårgårda                   | Suède           | Sarah Roy            | 17e        |
| 17-20 août          | 18 | Tour de Norvège                          | Norvège         | Katrin Garfoot       | 4e         |
| 26 août             | 19 | Grand Prix de Plouay                     | France          | Sarah Roy            | 3e         |
| 29 août-3 septembre | 20 | Boels Rental Ladies Tour                 | Pays-Bas        | Annemiek van Vleuten | Vainqueur  |
| 10 septembre        | 21 | La Madrid Challenge by La Vuelta         | Espagne         | -                    | -          |

Orica-Scott est quatrième du classement par équipes. Annemiek van Vleuten est deuxième du classement individuel derrière Anna van der Breggen.

### Grand tour
| Grand tour            | Tour d'Italie                                                |
| --------------------- | ------------------------------------------------------------ |
| Coureuse (classement) | Annemiek van Vleuten (3e)                                    |
| Accessits             | 2 victoires d'étape, classement par points et de la montagne |

## Classement mondial
| Rang | Coureur              | Points |
| ---- | -------------------- | ------ |
| 1    | Annemiek van Vleuten | 1475   |
| 15   | Katrin Garfoot       | 546    |
| 34   | Amanda Spratt        | 356    |
| 38   | Sarah Roy            | 328    |
| 39   | Gracie Elvin         | 305    |
| 130  | Rachel Neylan        | 59     |
| 217  | Alexandra Manly      | 23     |
| 307  | Georgia Williams     | 12     |
| 525  | Jenelle Crooks       | 3      |

Orica-AIS est troisième au classement par équipes.